# Molophilus urodontus
Molophilus urodontus är en tvåvingeart. Molophilus urodontus ingår i släktet Molophilus och familjen småharkrankar.

## Underarter
Arten delas in i följande underarter:
- M. u. brachyura
- M. u. cephaliger
- M. u. urodontus